# Žiga Ravnikar
Žiga Ravnikar, född 25 december 1999, är en slovensk bågskytt. Han deltog vid olympiska sommarspelen 2020 och 2024.